# Абонент библиотеки
Абонент библиотеки — физическое или юридическое лицо, зарегистрированное библиотекой как её постоянный пользователь, согласно системе стандартов по информации, библиотечному и издательскому делу, ГОСТ 7.0-99.
Как физическое, так и юридическое лицо должно иметь договор на оказание услуг пользования библиотекой. Постоянный пользователь библиотеки может получать услуги и обращаться в библиотеку как лично, так и удалённо (электронно через сеть Интернет, или по почте). Ранее, учёт и обслуживание абонентов в СССР велось по ГОСТ 7.41-82, а затем в России по ГОСТ 7.20-2000, которые на данный момент утратили силу.
У абонента библиотеки в обязательном порядке имеется абонементная карточка, а также читательский билет, для пользования изданиями библиотеки в читальных залах и вне её пределов.
У обучающихся — учеников школ и студентов колледжей и высших учебных заведений — как у абонентов библиотек существует особые права бесплатного (безвозмездного) доступа к фондам, которые возникают на основе договора между обучающимся и учебным заведением. Так, в школьной библиотеке, ученики имеют право получать все необходимые издания «на руки» по всем дисциплинам средней школы.